# Austroclimaciella luzonica
Austroclimaciella luzonica là một loài côn trùng trong họ Mantispidae thuộc bộ Neuroptera. Loài này được van der Weele miêu tả năm 1909.